# Sainte-Suzanne (Mayenne)
Sainte-Suzanne era una comuna francesa situada en el departamento de Mayenne, de la región de Países del Loira, que el 1 de enero de 2016 pasó a ser una comuna delegada de la comuna nueva de Sainte-Suzanne-et-Chammes al fusionarse con la comuna de Chammes.

## Demografía
| Gráfica de evolución demográfica de Sainte-Suzanne (Mayenne) entre 1800 y 2014 |
|                                                                                |

Los datos demográficos contemplados en este gráfico de la comuna de Sainte-Suzanne se han cogido de 1800 a 1999 de la página francesa EHESS/Cassini, y los demás datos de la página del INSEE.